# Take No Prisoners
«Take No Prisoners» es la tercera canción del grupo de thrash metal Megadeth de su cuarto álbum de estudio titulado Rust in Peace. La canción habla de una orden de guerra utilizada para asesinar con todos los enemigos encontrados, incluso aquellos que estén heridos. Hace hincapié en algunas tácticas de guerra como por el ejemplo, el tifus, que es un conjunto de enfermedades infecciosas, en la Segunda Guerra Mundial se utilizó DDT para controlar la epidemia entre los soldados y luego liberarla en los campos de prisioneros. 
La canción empieza con un riff muy agresivo, que dura 30 segundos, empieza una especie de puente con un punteo muy rápido de parte de Dave Mustaine, y luego empieza la estrofa, con una voz de Mustaine muy destacada, llegando a notas muy altas.
Dave Mustaine, se dio cuenta de que Marty Friedman era judío, mientras escribía esta canción, así que le cambió un poco la letra, y la primera versión de «Take No Prisoners», no tiene rastro alguno. 
La canción termina con un solo de Marty Friedman, mientras Dave dice "Take no prisoners" y David Ellefson y Marty Friedman, responden "Take no... shit". En algunos sitios esta frase está censurada, donde sólo dicen "Take no..."
La canción tiene la famosa frase de John F. Kennedy: 

Ask not what your country can do for you, ask what you can do for your country ; (no preguntes que puede hacer el país por ti, pregunta que puedes hacer por el país)

Pero la frase está cambiada diciendo lo contrario:

Don't ask what you can do for your country; Ask what your country can do for you (no preguntes que puedes hacer por tu país, pregunta que puede hacer el país por ti)